# HMCS Whitby (K346)
HMCS Whitby (K346) je bila korveta izboljšanega razreda Flower, ki je med drugo svetovno vojno plula pod zastavo Kraljeve kanadske vojne mornarice.

## Zgodovina
16. julija 1945 je bila izvzeta iz aktivne sestave in bila leta 1946 prodana kot trgovsko ladjo v ZDA. Leta 1948 je ladjo kupila Portugalska vojna mornarica, ki jo je 29. aprila 1948 preimenovala v NRP Bengo in bila nato 1. oktobra istega leta predana Mozambiku, kjer so jo preimenovali v Bengo.